# الیوت کاستنر
الیوت کاستنر (انگلیسی: Elliott Kastner؛ ۷ ژانویهٔ ۱۹۳۰ – ۳۰ ژوئن ۲۰۱۰) تهیه‌کننده اهل ایالات متحده آمریکا بود. وی بین سال‌های ۱۹۶۵ تا ۲۰۱۰ میلادی فعالیت می‌کرد.
از فیلم‌هایی که وی در آن‌ها نقش داشته است، می‌توان به گذرگاه بریکهارت اشاره نمود.